# Blohm & Voss BV 155
Le Blohm & Voss BV 155 est un avion militaire de la Seconde Guerre mondiale.

## Caractéristiques
Messerschmitt étudie un remplaçant du Bf 109 comme chasseur, d'où naîtra le Me 155. Le projet est abandonné pour réapparaître un peu plus tard comme bombardier de précision chargé de 1 000 kg de bombes, puis comme intercepteur de bombardiers à haute altitude. Cet avion devait surclasser tous les avions alliés au-dessus de 12 000 m et ainsi abattre les bombardiers de haute altitude. Grâce à de bonnes caractéristiques aérodynamiques et un très bon moteur, il aurait certainement posé des problèmes aux chasseurs alliés.
En août 1943, Messerschmitt passe la production de cet avion à Blohm & Voss, mais les vues des deux firmes sont en total désaccord. Le projet prend alors le nom de BV 155, mais doit être redessiné.
Le BV 155 V1 vole le 1er septembre 1944, et le V2 en février 1945. Le V3 ne sera pas terminé et sera emmené par les Alliés en Grande-Bretagne, au Royal Aircraft Establishment de Farnborough, et finalement aux États-Unis. Une version simplifiée (la V4) munie de radiateurs de fuselage est bien avancée au moment de la fin de la guerre.